# Junín de los Andes

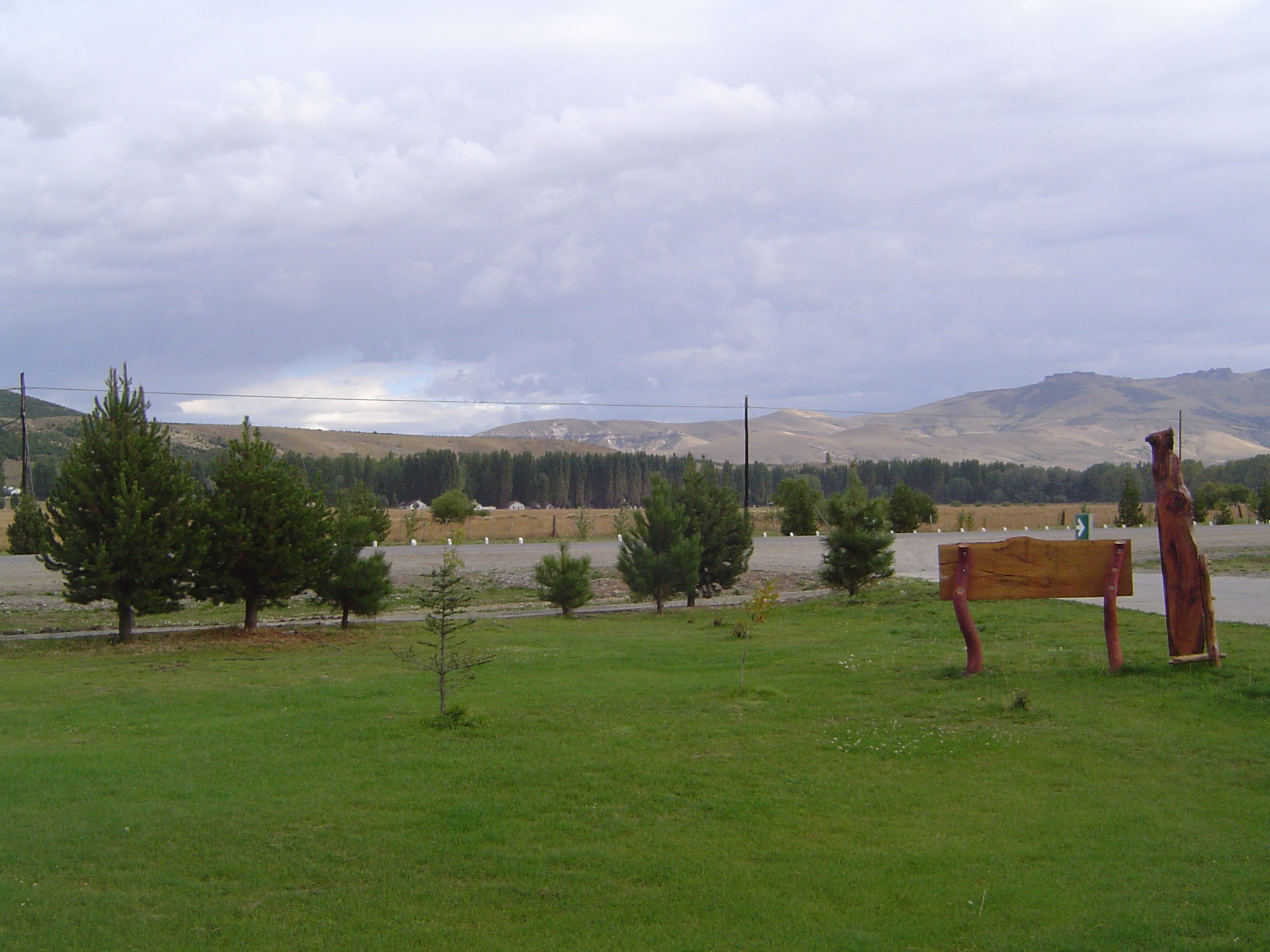
Junín de los Andes, Neuquén, Argentina.

Junín de los Andes é uma cidade da Argentina, localizada na província de Neuquén.